# Coco.gg
Pour les articles homonymes, voir Coco.
Coco.gg, précédemment coco.fr, est un ancien site de chat en ligne sans inscription et gratuit d'accès (freemium), créé par Isaac Steidl, et connu pour être régulièrement associé publiquement à des affaires policières ou judiciaires (pédocriminalité, viols, prostitution de mineurs, guet-apens notamment homophobes, trafic de stupéfiants, revenge porn), et fermé pour cette raison en juin 2024. Il est particulièrement mis en lumière dans l'affaire des viols de Mazan. Le site a également porté les noms de Coco Chat et Cocoland.

## Utilisation
Comme beaucoup de chats en ligne, le site facilite la mise en relation de ses utilisateurs autour de salons de discussion publics ou privés et permet à chacun d'échanger des messages en privé. Il est ainsi souvent assimilé à un site de rencontres.

## Historique et hébergement
Depuis sa création en 2003 par Isaac Steidl, dit Rookie, le site appartient à plusieurs sociétés domiciliées en France ou à Hong Kong et appartenant toutes à une même personne française,. Jusqu'en 2022, le site est ainsi hébergé en France et est accessible à l'adresse coco.fr.
L'interface du site est alors semblable à certaines passerelles entre le web et le protocole IRC, populaire à l'époque, telles que Caramail.
La presse rapporte l'utilisation de serveurs localisés en Belgique et en Allemagne, dont certains ont été saisis,. Un nom de domaine en .gg est utilisé à cette époque par le site, l'extension de l'île de Guernesey. Le site comptabilise alors 500 000 visites par mois, jusqu'à 778 000 visiteurs uniques par mois juste avant sa fermeture, selon Médiamétrie.
Le parquet de Paris annonce le 25 juin 2024 la fermeture du site et la saisie judiciaire des serveurs,.

## Polémiques et affaires
Facilement accessible, simple d'utilisation et avec peu de moyens de modération, coco.gg est régulièrement associé à des affaires pédocriminelles, homophobes ou liées au trafic de stupéfiants,,,. Le site est également utilisé par des proxénètes pour mettre en relation des clients avec des mineurs prostitués. Son absence de modération et une historisation des messages qui ne va pas au-delà de quelques heures en font un « terrain de chasse pour les prédateurs » selon l'association Agir contre la prostitution des enfants. En octobre 2023, l'association SOS homophobie lance un appel aux pouvoirs publics français et demande la fermeture du site.
Comme le rappelle BFM TV, « Coco.gg est aussi un outil d'infiltration pour remonter des filières ou traquer des activités illégales et leurs auteurs. "Une fermeture pourrait alors contrarier les enquêtes en cours", note Me Alexandre Archambault », ancien cadre de direction et juriste en chef de Free, qui défend dans la presse la légalité du site.
En France, plusieurs agressions violentes à caractère homophobe ou liées au trafic de stupéfiants, ont pu être reliées à l'utilisation de coco.gg pour identifier et tendre un piège aux victimes, notamment à Dijon, Mâcon, Grande-Synthe, Marseille ou encore, en mars 2024, à Solliès-Pont.
Le ministre de l'Intérieur, Gérald Darmanin, annonce avoir saisi le procureur de la République de Paris lors d'un discours le 6 mai 2024. Le site est fermé en juin 2024.
Entre janvier 2021 et mai 2024, près de 23 000 procédures judiciaires ont été ouvertes en lien avec cette plateforme.
Le 7 janvier 2025, Isaac Steidl, fondateur de Coco.gg est placé en garde à vue dans le cadre d'une vaste enquête judiciaire relative aux usages de son site de rencontre. Il est mis en examen le 9 janvier 2025.

### Meurtre homophobe de Michel Sollossi
En 2018, Michel Sollossi est tué à coups de couteau par Mohamed E., un homme rencontré sur coco.gg, qu'il avait invité chez lui. Si la préméditation n'est pas retenue lors de la condamnation du coupable, le caractère homophobe du meurtre est considéré comme circonstance aggravante par la justice,.

### Affaire des viols de Mazan
Dans l'affaire des viols de Mazan, s'étalant de 2011 à 2020, 50 hommes sont jugés pour viols et agressions sexuelles à l'instigation de Dominique Pelicot; ce dernier droguait son épouse Gisèle et la mettait à disposition d'hommes recrutés sur Coco. L'un des accusés est jugé pour avoir violé non Gisèle mais sa propre épouse, qu'il droguait et abusait en compagnie de Dominique Pelicot dont il avait repris le mode opératoire,.
Le procès se déroule de septembre à décembre 2024 et tous les accusés sont condamnés.

### Affaire Richard Dewitte
En septembre 2023, Richard Dewitte, chanteur du groupe Il était une fois, est condamné à 3 ans de prison pour corruption de mineure de moins de 15 ans. Il est reconnu coupable d'avoir fait des propositions à caractère sexuel à une adolescente de 13 ans via le site coco.fr.

### Dossiers
1. 1 2 3  Lina Fourneau, « Coco.fr, un sombre forum entre déviances sexuelles et trafic de drogue », 20 Minutes, 23 juin 2023 (consulté le 21 décembre 2023).
2. 1 2  Darell Mertens, « Coco Chat (Cocoland) : pourquoi faut-il être prudent sur ce site ? », Journal du Web, 8 février 2022 (consulté le 21 décembre 2023).
3. 1 2  Samuel Laurent, « Coco, un site de tchat connu pour être la plaque tournante de pratiques illégales » , Le Monde, 20 juin 2023 (consulté le 21 décembre 2023).
4. ↑  Félicien Cassan, « Pédophilie, photos volées, viols… le site "coquin" d'un entrepreneur varois devenu la plateforme de pratiques illégales », Var-Matin, 25 juillet 2023 (consulté le 21 décembre 2023).
5. ↑  Maxime Poul, « C’est quoi Coco, ce tchat en ligne connu pour être associé à des guets-apens homophobes ? », Le Parisien, 24 octobre 2023 (consulté le 21 décembre 2023).
6. 1 2 3  Justine Chevalier, « Coco: pédocriminalité, guet-apens homophobes... comment les criminels prospèrent sur ce site gratuit », BFM TV, 29 octobre 2023 (consulté le 21 décembre 2023).
7. ↑  Christel Brigaudeau, « Messages sordides et guet-apens... Qui se cache derrière le site de tchat Coco », Le Parisien, 26 mai 2024.
8. ↑  Mathilde Ruchou, « Pédophilie, revenge porn, drogues… Coco, le forum où les contenus illégaux prospèrent en liberté », La Provence, 4 octobre 2023 (consulté le 21 décembre 2023).

### Actualités
1. ↑  « Le site internet controversé Coco.gg fermé par la justice, annonce le parquet de Paris », Ouest-France, 25 juin 2024.
2. 1 2  Stéphane Pair, « Pédophilie, prostitution, guet-apens... "On ne peut plus laisser cette zone de non-droit", interpelle une victime du site Coco », Le choix de franceinfo, sur francetvinfo.fr, 29 avril 2024 (consulté le 9 septembre 2024).
3. ↑  AFP, « Agressions et guet-apens homophobes sur le site coco.gg: un juge d'instruction saisi », Nice-Matin, 28 juin 2024 (consulté le 9 septembre 2024).
4. ↑  « Le parquet de Paris annonce la fermeture du site de rencontres controversé Coco », sur francetvinfo.fr, 25 juin 2024.
5. ↑  Maurine Briantais, « Fermeture de Coco : les internautes à la recherche d'un remplaçant », sur Comment ça marche, 2 juillet 2024.
6. ↑  Simon Benard-Courbon, chap. 8 « La prostitution de mineurs, un défi en termes répressifs », dans Bénédicte Lavaud-Legendre (dir.), Prostitutions de mineures : Trouver la juste distance, Lyon et Québec, Chronique sociale et Presses de l'Université Laval, coll. « Comprendre la société / L'essentiel », 2022, 243 p. (ISBN 978-2-36717-825-7, 978-27-6375-712-4 et 978-27-6375-713-1), p. 114 [lire en ligne].
7. ↑  Xavier Martinage, « Coco : que faut-il savoir sur ce site à la réputation sulfureuse ? » , Capital, 22 avril 2024 (consulté le 22 avril 2024).
8. ↑  Manon Derdevet, « Face à la multiplication des guets-apens homophobes, SOS Homophobie demande la fermeture du site Coco », sur radiofrance.fr, France Inter, 3 novembre 2023 (consulté le 21 décembre 2023).
9. ↑  Nicolas Da Silva, « Séries d'agressions à Dijon : le site de chat Coco.fr à nouveau mis en cause », sur francetvinfo.fr, France 3 Bourgogne-Franche-Comté, 10 novembre 2023 (consulté le 21 décembre 2023).
10. ↑  Nicolas Scheffer, « Mâcon : un homme sauvagement agressé dans un guet-apens homophobe via Coco », Têtu, 26 septembre 2023 (consulté le 21 décembre 2023).
11. ↑  AFP, « Une marche blanche organisée à Grande-Synthe après l'agression mortelle d'un homme de 22 ans », Le Monde, 19 avril 2024 (consulté le 19 avril 2024).
12. ↑  Solenne Bertrand et Alicia Foricher, « "Ils voulaient me tuer": piégé sur Internet, un jeune homme victime d'une embuscade homophobe à Marseille », BFM TV, 6 octobre 2023 (consulté le 21 décembre 2023).
13. ↑  Éric Marmottans, « Drogue et violences: le site Coco.gg en toile de fond d'un home-jacking à Solliès-Pont », Var-Matin, 21 juillet 2024 (consulté le 28 juillet 2024).
14. ↑  Martin Vanlaton, « Pédophilie, prostitution, guet-apens.... vers la fermeture du site de rencontre Coco ? Gérald Darmanin saisit la justice », sur francetvinfo.fr, France 3 Hauts-de-France, 7 mai 2024.
15. ↑  AFP, « Le site coco.gg, plaque tournante de pratiques illégales, fermé sur décision du parquet de Paris », Le Monde, 25 juin 2024 (consulté le 25 juin 2024).
16. ↑  AFP, « Agressions et guet-apens homophobes sur le site Coco : deux individus proches de l'administrateur interpellés », Le Figaro, 1er août 2024 (consulté le 1er août 2024).
17. ↑  Christel Brigaudeau, Jérémie Pham-Lê et Vincent Gautronneau, « Le fondateur du sulfureux site de rencontres Coco placé en garde à vue » , Le Parisien, 7 janvier 2025 (consulté le 7 janvier 2025).
18. ↑  « Agressions sexuelles et guet-apens homophobes : le fondateur et gérant du site Coco.fr mis en examen », Le Monde, 9 janvier 2025.
19. ↑  Ella Micheletti, « Possédé par des "démons", Mohamed E. jugé pour le meurtre d'un homosexuel de 55 ans », Marianne, 7 septembre 2021 (consulté le 21 décembre 2023).
20. ↑  Frédéric Naizot, « Val-d'Oise : l'accusé condamné à 20 ans de réclusion criminelle pour le meurtre homophobe de Michel », Le Parisien, 10 septembre 2021 (consulté le 21 décembre 2023).
21. ↑  Lorraine de Foucher, « « C'est sa femme, il fait ce qu'il veut avec » : comment Dominique P. a livré son épouse, qu'il droguait, aux viols d'au moins 51 hommes » , Le Monde, 20 juin 2023 (consulté le 21 décembre 2023).
22. ↑  « Procès des viols de Mazan : auditions du mari, de la femme, de la fille, du "clone" Maréchal… les cinq temps forts à venir », sur France 3 Provence-Alpes-Côte d'Azur, 9 avril 2024 (consulté le 4 septembre 2024).
23. ↑  AFP, « Le procès de Dominique P., à Avignon, se tiendra en public, la demande de huis clos ayant été rejetée », Le Monde, 2 septembre 2024 (consulté le 3 septembre 2024).
24. ↑  Juliette Delage et Marlène Thomas, « Procès des viols de Mazan : des peines largement inférieures aux réquisitions », Libération (consulté le 19 décembre 2024)
25. ↑  Esther Paolini, « Richard Dewitte, star déchue du groupe Il était une fois, au tribunal pour corruption de mineurs », Le Figaro, 17 septembre 2023 (consulté le 28 juillet 2024).
26. ↑  AFP, « Richard Dewitte, star de la chanson, condamné pour corruption de mineure », 20 Minutes, 19 septembre 2023 (consulté le 21 décembre 2023).